# Forpus cyanopygius
Forpus cyanopygius е вид птица от семейство Папагалови (Psittacidae).

## Разпространение
Видът е разпространен в Мексико.